# M/S Liberty of the Seas
M/S Liberty of the Seas är ett kryssningsfartyg byggt av Aker Finnyards Åbovarvet som levererades till Royal Caribbean International den 18 april 2007. Hon sattes i trafik i maj 2007.